# Concilio de Florencia
El Concilio de Florencia, también conocido como Concilio de Basilea-Ferrara-Florencia, fue el XVII concilio ecuménico de la Iglesia católica, el noveno concilio de los celebrados en Occidente. Fue convocado por el papa Martín V, unas semanas antes de su muerte en 1431, y luego confirmado por el papa Eugenio IV. Reunido en un momento en el que el prestigio del papado había sido debilitado por el Cisma de Occidente (1378-1417), que llevó al movimiento conciliarista, y en el contexto de las guerras husitas en Bohemia, se centró inicialmente en dos grandes problemas: la cuestión de la supremacía papal y la herejía husita.
Convocado como Concilio de Basilea, fue inaugurado en Basilea el 23 de julio de 1431. Sin embargo, cuando el cardenal Giuliano Cesarini, legado del papa, llegó allí en septiembre, encontró a muy pocas personas. Debido a esto, a la guerra y al prospecto de un concilio con los ortodoxos en Italia, el papa decidió posponer el concilio. Sin embargo, los miembros del concilio se rehusaron a su disolución y renovaron el decreto Sacrosancta del Concilio de Constanza (1414-1418), que declaraba que los concilios generales recibían sus poderes directamente de Dios y que incluso el papa estaba sujeto a la dirección de un concilio. Más delegados llegaron a Basilea, y, si bien el número de obispos y abades nunca fue grande, el concilio procedió a abordar el asunto de los husitas.
El 15 de diciembre de 1433, el papa cedió y revocó el decreto de disolución. En las negociaciones y discusiones que siguieron el concilio y el papa no lograron ponerse de acuerdo, y el concilio gradualmente perdió prestigio. El concilio propuso varias medidas antipapales, y en 1437, tras la muerte del emperador Segismundo, el papa Eugenio trasladó el concilio a Ferrara, Italia, para poner en consideración una reunión con la Iglesia ortodoxa. Muchos de los obispos aceptaron el cambio de sede, pero varios se mantuvieron en Basilea como un concilio remanente. Cuando este concilio remanente suspendió al papa, Eugenio excomulgó a sus miembros. El concilio, con apenas siete obispos presentes, declaró depuesto a Eugenio y en 1439 eligieron como su sucesor (antipapa) a un laico, Amadeo VIII de Saboya, quien tomó el nombre de papa Félix V. 
Por su parte, en Ferrara, las Iglesias latina y bizantina intentaron llegar a un acuerdo respecto a sus diferencias doctrinales y poner fin al cisma que las separaba. La delegación bizantina, de alrededor de 700 personas, incluyó a José II, patriarca de Constantinopla, 20 metropolitanos y al emperador bizantino Juan VIII Paleólogo.
El concilio fue trasladado a Florencia 10 de enero de 1439, para evitar un brote de peste bubónica en Ferrara, y concluyó en 1445 tras negociarse una unión con la Iglesia ortodoxa. Esta reconciliación tras el Gran Cisma fue fugaz, pero constituyó un golpe político para el papado. 

## Contexto histórico
En 1378 algunos miembros del colegio cardenalicio, no contentos con la elección de Urbano VI, decidieron elegir un nuevo papa, el antipapa Clemente VII, causando la división de la cristiandad occidental en dos obediencias papales, período conocido como el Cisma de Occidente. En 1409 se intentó solucionar la situación por medio de la convocación de un concilio ecuménico en Pisa, creyendo que solo una reunión general de la Iglesia podía poner fin al cisma. Los dos pontífices de entonces, Gregorio XII de Roma y Benedicto XIII de Aviñón, se negaron a participar del concilio, por lo que este les depuso y en su lugar eligieron a Alejandro V. El papa de Pisa, Alejandro V, murió al año siguiente de ser elegido. Inmediatamente le sucedió el antipapa Juan XXIII. De esa manera, Pisa complicó el problema, ahora la Iglesia se encontraba dividida en tres obediencias.
Con la celebración del Concilio de Constanza (entre 1414 y 1418) y la elección de un solo papa, Martín V, se pone fin al gran cisma, pero en el debate teológico cobra fuerza la doctrina conciliarista. Las discusiones eclesiológicas del tiempo debatían entre dos conceptos fundamentales sobre la Iglesia: el primero definía a la Iglesia como una organización monárquica, cuya cabeza es el papa, sucesor de san Pedro; mientras que el segundo planteaba que la Iglesia es una comunidad de fieles, representada en el concilio, cuya presidencia ostenta el papa. El concilio emana el decreto Frequens por medio del cual se ordena la celebración de otro concilio cinco años después del de Constanza y la frecuencia de un concilio cada diez años.
Siguiendo el decreto Frequens, el papa Martín V, aunque si estaba preocupado por el avance de la teoría conciliarista, cinco años después del concilio de Constanza convocó un nuevo concilio en Pavía, el cual inició en abril de 1423, pero por causa de la peste fue trasladado a Siena. Al no asistir un número considerable de representantes de toda la Iglesia y al no emanar ningún decreto, dicho concilio se cerró sin ser considerado un concilio ecuménico.

## Desarrollo del concilio

### Basilea

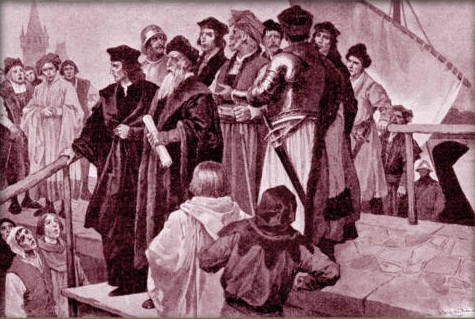
Delegados de Bohemia al concilio de Basilea.

El decimoséptimo concilio ecuménico fue convocado el 1 de febrero de 1431 por el papa Martín V. Su localización inicial en Basilea (Suiza) se debió al deseo de los participantes de desarrollar las sesiones fuera de los territorios dominados por las grandes potencias de la época para evitar influencias externas al propio concilio. El papa designó para presidir el concilio al cardenal Giuliano Cesarini, iniciándose las sesiones el 23 de julio de 1431 ya bajo el pontificado de Eugenio IV al haber fallecido Martín el 20 de febrero de ese mismo año.
El concilio se dividió en cuatro comisiones, cada una de las cuales abordó uno de los objetivos previstos en la convocatoria. Así, una comisión se ocupó de los problemas de la fe, con los objetivos principales de la herejía husita y la unión con la Iglesia ortodoxa; otra trabajó en la consecución de la paz entre los reinos cristianos, sobre todo en los conflictos entre Francia e Inglaterra, por un lado, y entre los reinos ibéricos, por otro; una tercera comisión se dedicó a la reforma de la Iglesia; y la cuarta a los asuntos generales.
Inmediatamente comenzaron a tomarse decisiones, como la obligación de celebrar dos concilios provinciales por año y sobre todo el acuerdo con los husitas a los que se les permitió, mediante la publicación del decreto Compactata, recibir la comunión en ambas especies (pan y vino) en las zonas donde esa costumbre se hubiera implantado.
Cuando el concilio comienza a impregnarse de la doctrina del conciliarismo, según la cual se daba preeminencia a los decretos aprobados en las asambleas conciliares frente a las decisiones del papa como monarca absoluto de la Iglesia, Eugenio IV, el 18 de diciembre, decidió disolverlo. Sin embargo, los participantes en Basilea, reforzados en su doctrina conciliarista, se negaron a reconocer la bula de disolución y mantuvieron el concilio vivo hasta que, el 15 de diciembre de 1433, el papa, presionado por el emperador del Sacro Imperio, numerosos monarcas y con el colegio cardenalicio en su contra, se vio obligado a anular la bula de disolución y reconocer el concilio de Basilea como legítimo.

### Ferrara
Cuando el concilio intenta solucionar el Cisma de Oriente y Occidente, Eugenio IV ve una oportunidad para concluir un concilio que pretende acabar con el absolutismo pontificio, al surgir una discusión sobre si el lugar adecuado para tratar el tema de la unión de la Iglesia católica y la Iglesia ortodoxa era Basilea u otro lugar más accesible a la delegación griega que debía participar en las deliberaciones. Surgieron ciudades candidatas, como Aviñón, Údine y Florencia, ciudad esta última en donde residía el papa tras verse obligado a abandonar Roma por los conflictos en que se hallaba inmersa. Pero la elegida será Ferrara.
Eugenio IV, sintiéndose reforzado en su posición tras este éxito, promulgó en 1436 el Libellus apologeticus, una feroz crítica a los logros de Basilea y posteriormente, el 18 de septiembre de 1437, ordenó el traslado del concilio a Ferrara, en donde se iniciarán las sesiones el 8 de enero de 1438.
Aunque una pequeña parte de los reunidos en Basilea acató la orden papal y se trasladaron a la nueva sede conciliar, la gran mayoría se negó a obedecer y decidieron continuar reunidos y declarar, el 25 de julio de 1439, depuesto al papa acusándolo de cismático y herético. Entre los que lideraban esa corriente conciliarista estaban Louis Aleman, Louis de La Palud, Jean d'Arces, Thomas de Courcelles, Eneas Silvio Piccolomini, Juan de Segovia o Guillaume-Hugues d'Estaing.

### Florencia
El 16 de enero de 1439, y debido a un brote de peste en Ferrara, Eugenio IV logró que el concilio se trasladase a Florencia, donde tenía fijada su residencia. Allí recibió la noticia de que Basilea, donde seguían reunidos en concilio, había procedido a elegir el 5 de noviembre a un nuevo papa que adoptó el nombre de Félix V.
Reunido con los delegados de la Iglesia ortodoxa y con el emperador bizantino Juan VIII Paleólogo se alcanzó, mediante el decreto de unión bula Laetentur Caeli el 6 de julio de 1439, la reunificación de ambas Iglesias. Los ortodoxos aceptaron que la incorporación del Filioque al credo niceno era una explicitación de la fe y no una herejía; cada Iglesia debía seguir su tradición respecto al pan fermentado o sin fermentar en la eucaristía; se aceptó la existencia del purgatorio; y la primacía del papa sobre toda la Iglesia.
Posteriormente se firmaron actas de unión con las Iglesias: armenia: bula Exultate deo el 22 de noviembre de 1439 y copta: bula Cantate Domino el 4 de febrero de 1442.

### Fin del concilio en Roma
Con la aceptación de los decretos de unión de las iglesias griega y armenia, podía darse por terminado el concilio en Florencia, sin embargo, como en Basilea persistían con su reunión y el pequeño cisma, Eugenio IV quiso mantener el concilio abierto. El 7 de enero de 1443 hizo otro traslado, esta vez al corazón del centro de la Iglesia, Roma, en donde aún se mantuvieron dos sesiones: una en septiembre de 1444 y otra en agosto de 1445. Consta que en ese tiempo se unieron nuevas Iglesias orientales: la siria por medio de la bula Multa et admirabilia del 30 de noviembre de 1444; y los caldeos y coptos con la bula Benedictus sit Deus del 7 de agosto de 1445.
En Basilea las sesiones se extendieron hasta el 25 de abril de 1449, fecha en que se disolvió espontáneamente el concilio tras la abdicación del antipapa Félix.

## Magisterio
- Bula Laetentur caeli (6 de julio de 1439), sobre el Espíritu Santo, la Eucaristía y los Novísimos.
- Bula Exultate Deo (22 de noviembre de 1439), sobre los Sacramentos.
- Bula Cantate Domino (4 de febrero de 1442), sobre la Trinidad y la Encarnación.

## Repercusiones
El resultado principal fue el reconocimiento por parte de la Iglesia ortodoxa de que la cabeza de la Iglesia era el papa, opción apoyada por el emperador Juan VIII Paleólogo, el Patriarca latino de Constantinopla (Basilio Bessarión) y el Patriarca ortodoxo de Constantinopla (Gregorio III). Sin embargo, la oposición de los monjes griegos, que tenían un gran poder en la Iglesia de oriente, y la conquista de Constantinopla por los otomanos acabó con el acuerdo, restableciéndose la separación de ambas Iglesias en 1472.
La victoria de Eugenio IV sobre los que persistían con el concilio en Basilea, si bien no significó el fin de las doctrinas conciliaristas, significó el reconocimiento del romano pontífice como la más alta autoridad eclesiástica en la cristiandad.
La unión parcial con otras Iglesias orientales permanece hasta hoy, ya que estas constituyen Iglesias sui iuris y están en plena comunión con la Iglesia de Roma, es decir el papa es la cabeza de esas Iglesias pero ellas mantienen cierta autonomía y sobre todo en sus usos litúrgicos y tradiciones.